# Lucas Moreira Neves
Lucas Moreira Neves, O.P., brazilski rimskokatoliški duhovnik, škof in kardinal, * 16. september 1925, São João del Rei, † 8. september 2002, Rim.

## Življenjepis
7. marca 1945 je podal slovesne zaobljube pri dominikancih in 9. julija 1950 je prejel duhovniško posvečenje.
9. junija 1967 je bil imenovan za pomožnega škofa São Paula in za naslovnega škofa Feradi Maiusa.
7. marca 1974 je postal podpredsednik Papeškega zbora za laike, 15. oktobra 1979 za tajnika Kongregacije za škofe in za naslovnega nadškofa Feradi Maiusa.
3. januarja 1987 je postal naslovni nadškof Foruma Novum in 9. julija istega leta za nadškofa São Salvadorja da Bahia.
28. junija 1988 je bil povzdignjen v kardinala in imenovan za kardinal-duhovnika Ss. Bonifacio ed Alessio.
25. junija 1998 je bil imenovan za prefekta Kongregacije za škofe in za kardinal-škofa Sabine-Poggio Mirteta.
Upokojil se je 16. septembra 2000.